# (7668) Mizunotakao
(7668) Mizunotakao (1995 BR3) – planetoida z pasa głównego asteroid okrążająca Słońce w ciągu 3 lat i 240 dni w średniej odległości 2,37 j.a. Została odkryta 31 stycznia 1995 roku.